# Ансуи
Ансуи́ (фр. Ansouis) — коммуна на юго-востоке Франции в регионе Прованс — Альпы — Лазурный Берег, департамент Воклюз, округ Апт, кантон Пертюи. Ансуи был построен в защищённом от мистраля месте, занимает доминирующее положение в долине Дюранс и входит в список самых красивых деревень Франции.

## Географическое положение

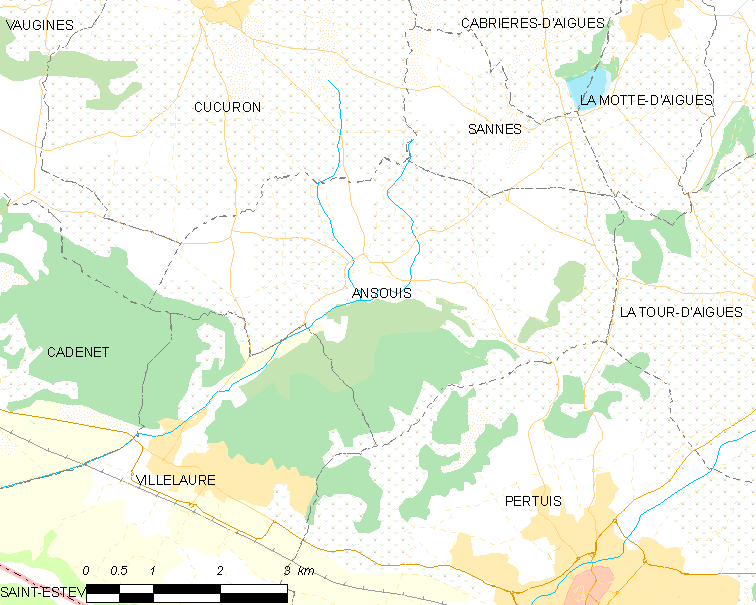
На карте

Коммуна Ансуи расположена в 60 км к юго-востоку от Авиньона — административного центра (префектуры). Соседние коммуны: Санн, Ла-Мотт-д'Эг и Сен-Мартен-де-ла-Браск на северо-востоке, Ла-Тур-д'Эг на юго-востоке, Вильлор на юго-западе, Кадене на западе, Вожин и Кюкюрон на северо-западе.
Площадь коммуны — 17,63 км², население — 1105 человек (2006) с тенденцией к росту: 1157 человек (2012), плотность населения — 65,6 чел/км².

## Демография
Население коммуны в 2011 году составляло 1144 человека, а в 2012 году — 1157 человек.
| 1962 | 1968 | 1975 | 1982 | 1990 | 1999 | 2005 | 2006 | 2010 | 2011 | 2012 |
| ---- | ---- | ---- | ---- | ---- | ---- | ---- | ---- | ---- | ---- | ---- |
| 520  | 525  | 536  | 612  | 892  | 1033 | 1091 | 1105 | 1125 | 1144 | 1157 |

Динамика населения:

## Достопримечательности
- Замок, бывшая собственность семьи де Сабран, сооружён в X веке первоначально как крепость, в XII и XIII веках переделан в фамильный замок, перестраивался и позже в XV и XIX веках. Французский сад. Один из самых красивых замков Люберона.
- Церковь Сен-Мартен, XIII век.
- Музей художеств и виноделия. Расположен в замке Тюркан, коллекция включает более 3 тыс. предметов.
- Музей Жоржа Мазуа. В сводчатых подвалах XV века представлена морская пещера.

## Галерея

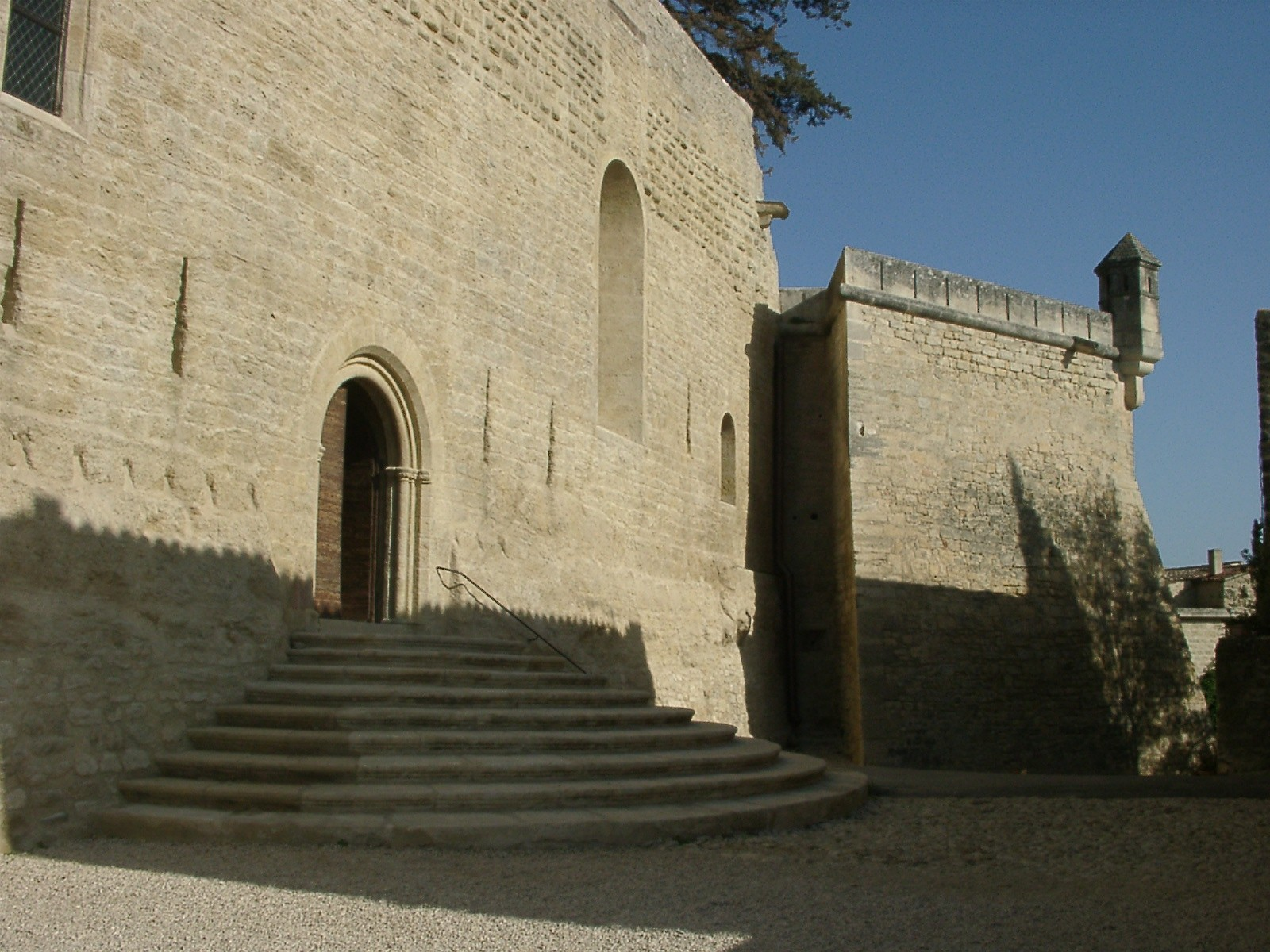
Площадь перед церковью Сен-Мартен
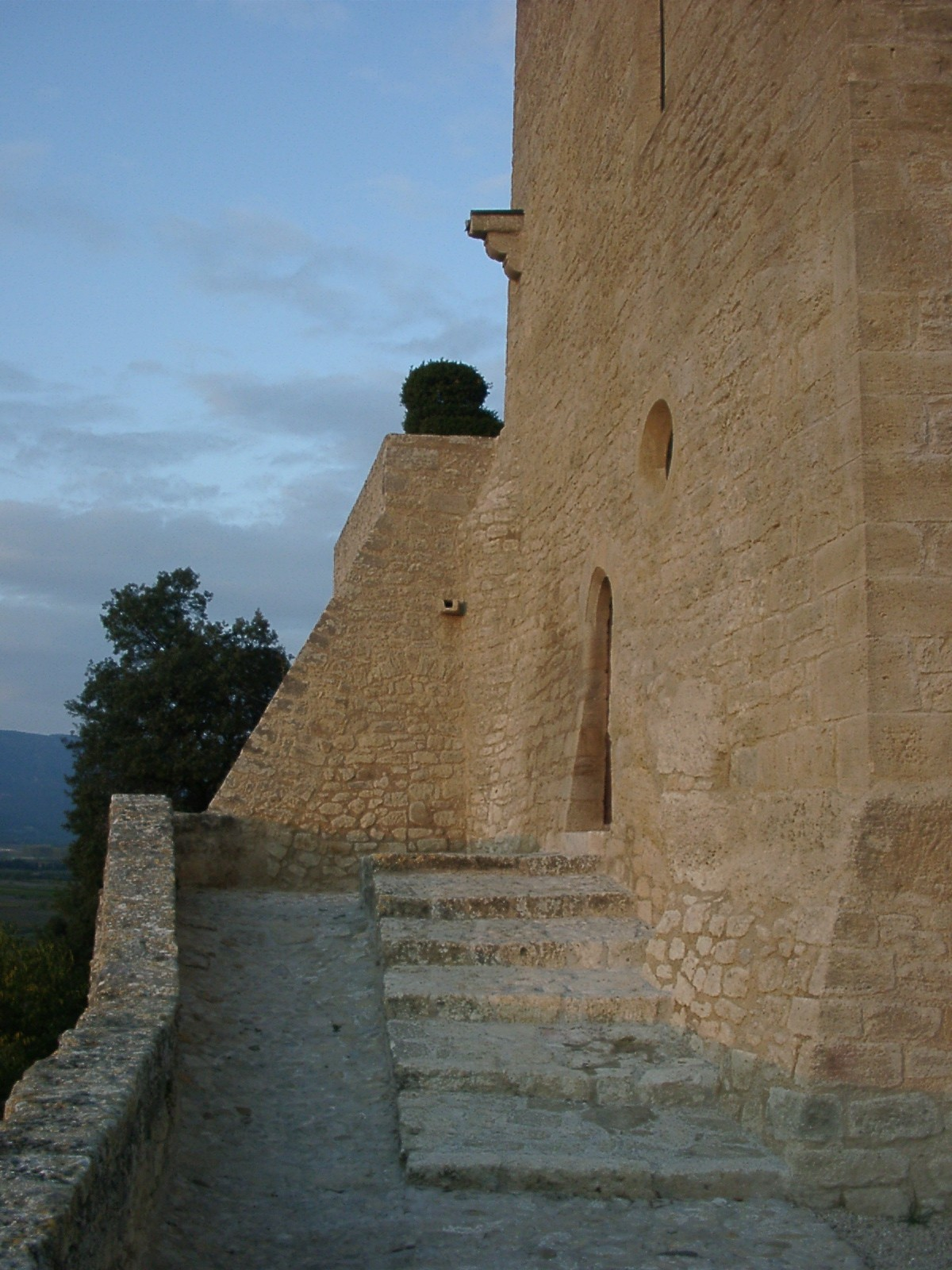
Западный вход в церковь
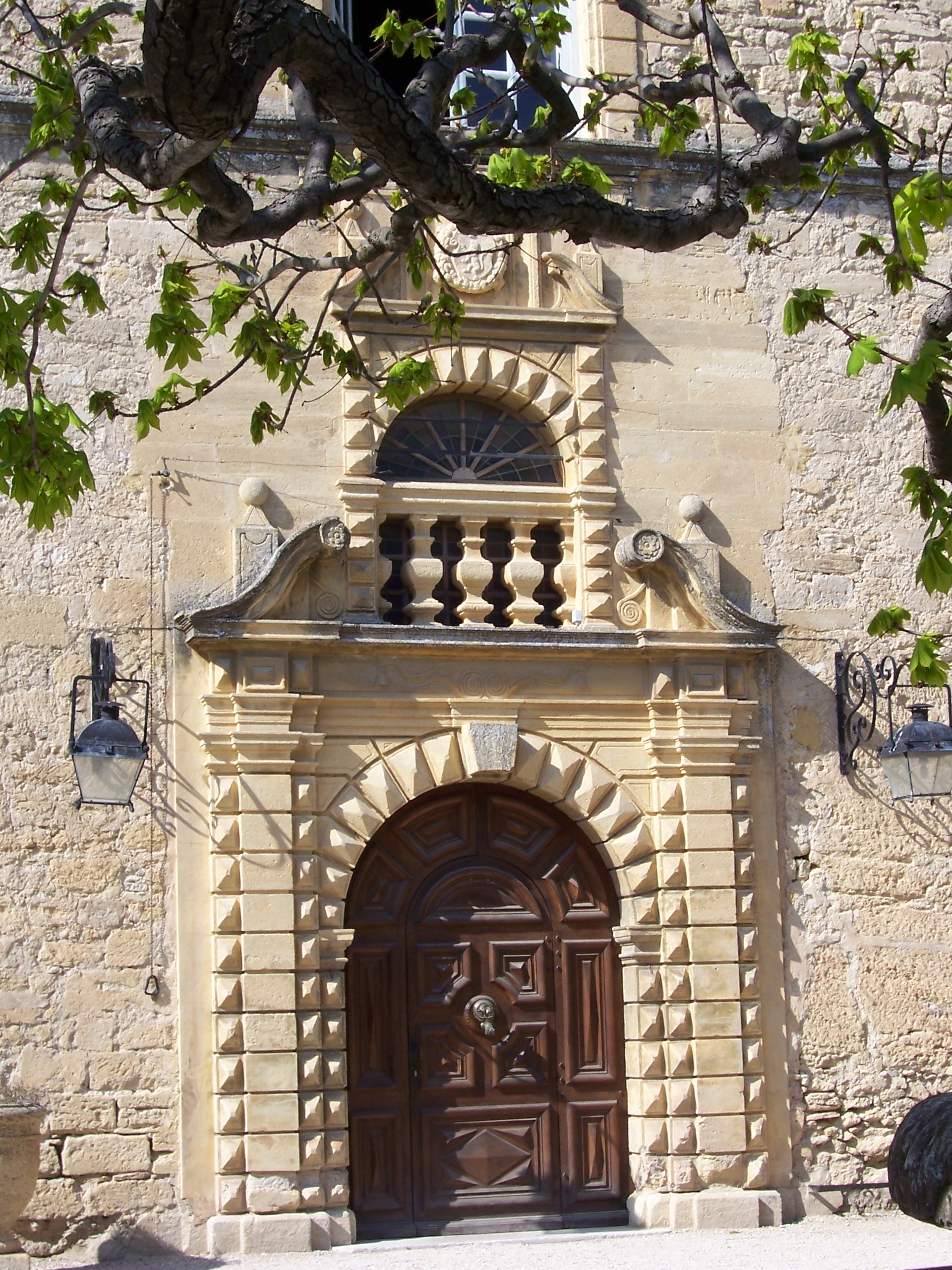
Главный вход в церковь
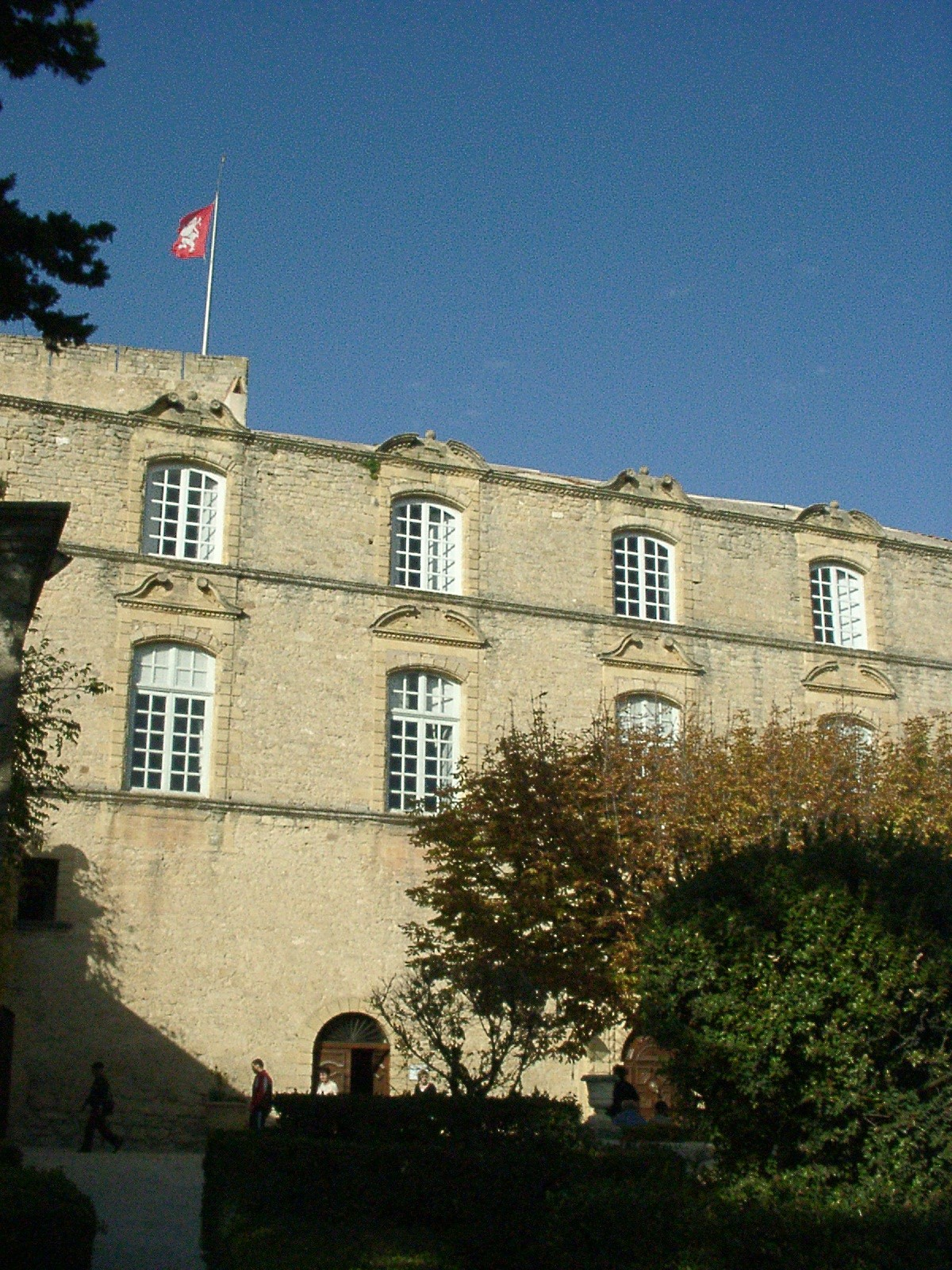
Фасад замка в стиле Возрождения.
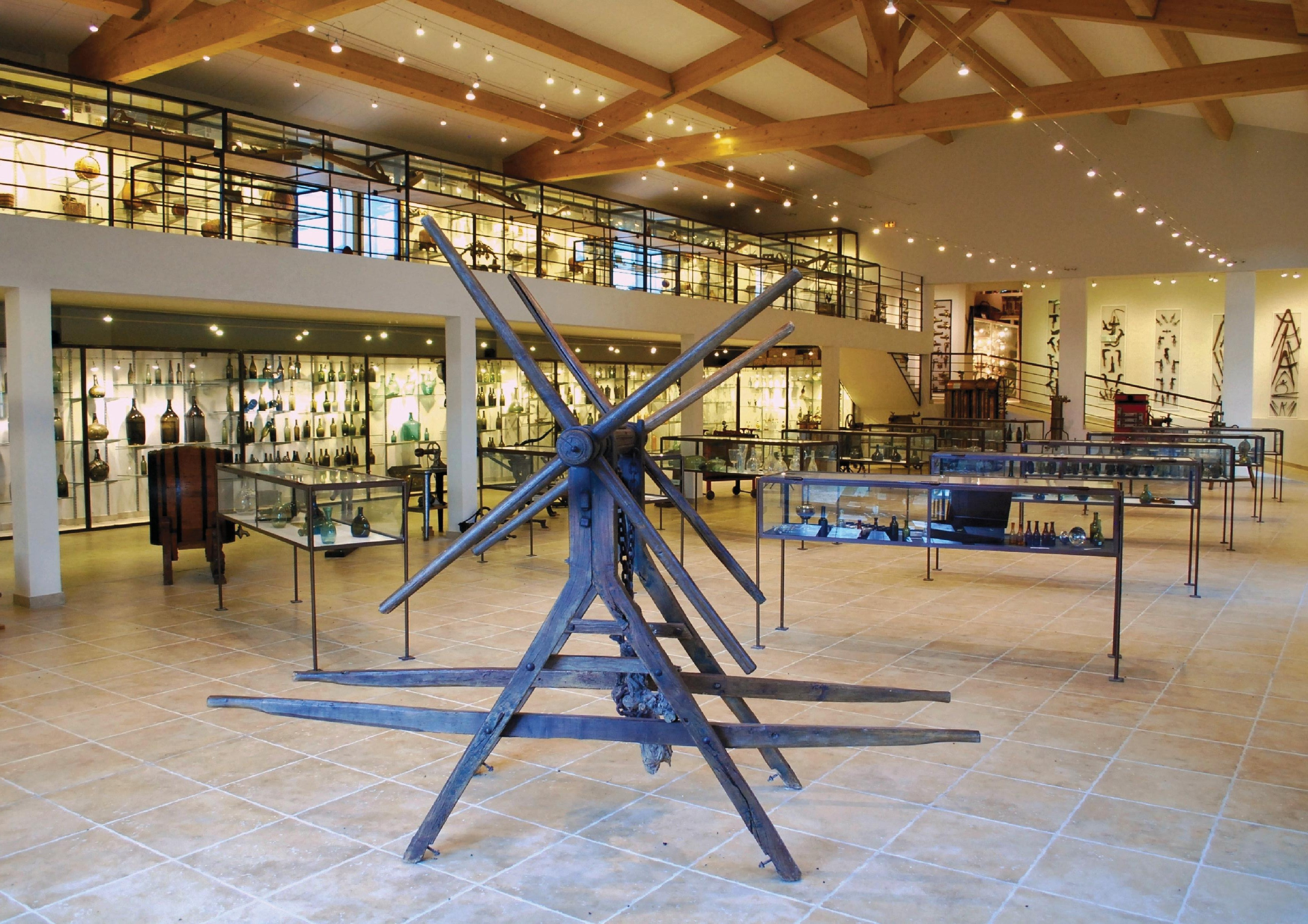
Музей художеств и виноделия в замке Тюркан.